# Verrucoentomon canadense
Verrucoentomon canadense är en urinsektsart som först beskrevs av Sören Ludvig Paul Tuxen 1955.  Verrucoentomon canadense ingår i släktet Verrucoentomon och familjen lönntrevfotingar. Inga underarter finns listade i Catalogue of Life.